# Esmeralda (Bolivia)
Esmeralda è un comune (municipio in spagnolo) della Bolivia nella provincia di Litoral (dipartimento di Oruro) con 1.994 abitanti (dato 2010).

## Cantoni
Il comune è suddiviso in 4 cantoni.
- Belén
- Esmeralda
- Peña Peñani
- Romero Pampa